# Alamanda II d'Entença
Alamanda de Santmartí o Alamanda de Subirats, més coneguda com a Alamanda d'Entença (segle xiii). Senyora de la baronia de Castellvell (posteriorment anomenada Entença) (1244-1246) i de Móra d'Ebre, Garcia, Tivissa, Ulldemolins, Siurana, Falset, Marçà, Cabassers, Pratdip, Colldejou i El Masroig.
Filla de Ferrer de Santmartí, Alamanda era neta de Guillem III de Santmartí i Alamanda de Castellvell, a qui succeí al capdavant de la baronia.
Es va casar amb Guillem d'Entença el 1242. Amb aquest matrimoni la baronia de Castellvell va agafar el nom de baronia d'Entença. Van tenir un únic fill, Berenguer I d'Entença, primer noble en utilitzar el nom de baró d'Entença.